# Callomyia saibhira
Callomyia saibhira är en tvåvingeart som beskrevs av Chandler 1976. Callomyia saibhira ingår i släktet Callomyia och familjen svampflugor. Inga underarter finns listade i Catalogue of Life.